# Eugnathus
Eugnathus är ett släkte av skalbaggar. Eugnathus ingår i familjen vivlar.

## Dottertaxa tillEugnathus, i alfabetisk ordning[1]
- Eugnathus alternans
- Eugnathus bakeri
- Eugnathus bellus
- Eugnathus bracteatus
- Eugnathus chloroticus
- Eugnathus cleroides
- Eugnathus curvus
- Eugnathus densatus
- Eugnathus depressifrons
- Eugnathus distinctus
- Eugnathus elegans
- Eugnathus enganoënsis
- Eugnathus heydeni
- Eugnathus innotatus
- Eugnathus intermedius
- Eugnathus jocosus
- Eugnathus meyeri
- Eugnathus nigrofasciatus
- Eugnathus ochrysquamosus
- Eugnathus parcus
- Eugnathus sericeus
- Eugnathus squamifer
- Eugnathus subvittatus
- Eugnathus tenuipes
- Eugnathus viridanus
- Eugnathus viridicolor